# Glassjaw
Glassjaw est un groupe de post-hardcore américain, originaire de Long Island, dans l'État de New York. Il est fondé en 1993 autour du chanteur Daryl Palumbo et de son comparse le guitariste Justin Beck.
Après un mini-album, Kiss Kiss Bang Bang en 1997, deux albums, Everything You Ever Wanted to Know About Silence (2000) et Worship and Tribute (2002) - produits par Ross Robinson les propulsent au sommet du post-hardcore et hardcore mélodique. Plus d'albums depuis 2002 (un 3e toujours repoussé mais qui devrait sortir en 2016) alors que Daryl Palumbo s'est plus fortement engagé aux côtés de Dan the Automator dans un projet parallèle, Head Automatica, plus électro-pop, bien loin du hardcore. Alors que Beck lui s'investit dans Merchdirect.com. À noter que Vincent Gallo apparaît dans le clip Cosmopolitan Bloodloss (2002).
D'autre part, glassjaw signifie littéralement « mâchoire de verre ». Elle désigne parfois en argot américain les « souffre-douleur public », ceux qui se font souvent frapper, « casser la figure ».

## Biographie

### Débuts (1993–1998)
Le groupe est formé en 1993 après la rencontre de Palumbo et Beck au camp. Concernant le nom, Beck explique : « On avait une liste de plusieurs noms, et on était genre, choisissons-en un de ces noms et voyons lequel semble le plus cool. À l'époque, on choisissait un nom avec deux mots, [...]. Le premier nom qu'on avait choisis et que j'aimais était Swiftkick. Pour moi, c'était un nom de malade. Mais sans raison, c'est Glassjaw qui est resté. On ne sait pas pourquoi ; ça semblait juste cool. » Le groupe joue son premier concert en 1994 à Oceanside, NY.
À leurs débuts, Beck et Weinstock jouait avec le groupe de metalcore straight edge juif Sons of Abraham. Sons of Abraham influera significativement Glassjaw, avec des chansons comme Hurting and Shoving (She Should Have Let Me Sleep) de Glassjaw qui sonneront plus comme les premières sonorités de Sons of Abraham. Palumbo possédait son propre groupe straight edge appelé XbustedX. La formation du groupe change souvent pendant leurs concerts sur la scène hardcore new-yorkaise. Beck jouait principalement de la batterie, mais passera à la basse au départ d'Ariel Telford en 1998, puis à la guitare solo au départ de Kris Baldwin et à l'arrivée de Manuel Carrero en 1999. Entre 1994 et 1999, le groupe publie plusieurs démos de quelques chansons sur son site web officiel. Le groupe enregistre l'EP cinq titres Kiss Kiss Bang Bang en 1997. Il est publié indépendamment au label 2 Cents a Pop, et réédité en 2001.

### Everything You Ever Wanted to Know About Silence(1999–2000)
En 1999, le groupe entre en studio au Indigo Ranch de Malibu, en Californie, avec le producteur Ross Robinson (At the Drive-In, Korn, Limp Bizkit, Slipknot) pour enregistrer son premier album, Everything You Ever Wanted to Know About Silence, publié en 2000 chez Roadrunner Records. L'album fait participer Palumbo, Beck, Todd Weinstock, Manuel Carrero et Sammy Siegler (qui quittera le groupe avant leur tournée). Robinson expliquera que : « note but à l'époque de l'album c'était de détruit le rock Adidas », en référence aux groupes de rock sponsorisés par Adidas (Korn, Limp Bizkit) que Robinson a produit. La musique est agressive et l'album comprend des chansons telles que When One Eight Becomes Two Zeros, Her Middle Name is Boom, Piano et l'épique Everything You Ever Wanted to Know About Silence.
Larry Gorman d'Orange 9mm endosse la batterie pendant la tournée du groupe, avec des dates aux côtés de Deftones et une tournée européenne de six semaines avec Soulfly. Leur album sera réédité en vinyle en 2009, limité à 10 000 exemplaires.

### Worship and Tribute(2001–2003)
En 2001, le groupe entre discrètement en studio avec Ross Robinson et commence à enregistrer un deuxième album, Worship and Tribute, qui sera publié l'année suivante, en 2002. L'album est mixé par Mike Fraser. Ils quittent Roadrunner, puis réussissent à conclure un marché avec la major Warner Bros. Records. L'album fait participer Palumbo, Beck (également à la basse), Weinstock, et Shannon Larkin d'Amen et plus tard de Godsmack, qui endossera la batterie.
Dave Allen se joint au groupe comme bassiste après l'enregistrement de l'album. Le groupe tourne ensuite intensément entre 2002 et 2003, jouant à l'international dans des festivals tels que le Warped Tour, l'Ozzfest et le Snocore. En octobre 2002, des dates en Allemagne et au Royaume-Uni sont annulées alors que Palumbo est hospitalisé à Paris à cause de sa maladie de Crohn ; il devra se faire opérer des intestins,. Les dates sont repoussées à décembre, mais il souffre à nouveau de sa maladie. À leur retour en avril 2003, il est de nouveau hospitalisé à Glasgow, en Écosse, et le groupe doit annuler son apparition au Kerrang! Weekender, ainsi qu'une date au London Astoria,

### Pause et retour (2004–2008)
Le groupe se met en pause en 2004, tandis que Palumbo compose et joue avec son nouveau groupe Head Automatica — qui comprend le batteur Larry Gorman — et Beck travaille avec son groupe sur le merchandising. À la fin de 2004, Todd Weinstock, Dave Allen, et Larry Gorman sont renvoyés du groupe, et des rumeurs circulent selon lesquelles le groupe se sépare. Le site web du groupe fait paraitre un RIP GlassJAw pendant un temps. Le groupe dément ces rumeurs et explique que la maladie de Palumbo est l'une des raisons pour lesquelles ils sont en pause.
Après deux ans de pause, le groupe joue trois concerts en 2005 ; deux au Downtown de Farmingdale, à New York, à but caritatif, et un à la tournée de The Used au Hammerstein Ballroom. Ils devait d'abord jouer en soutien à The Used, mais Palumbo souffre de nouveau des symptômes liés à sa maladie de Crohn (Head Automatica annulera aussi tous ses concerts américains). Manuel Carrero, qui jouait dans un groupe appelé The Jiant, remplace Allen à la basse après son départ du groupe il y a presque cinq ans. En octobre 2005, le groupe publie un EP face B de chansons inédites issues de Worship and Tribute, intitulé El Mark.
Leur site web officiel redevient actif en novembre 2006. Ils partent en tournée en soutien à Deftones en décembre, et effectuent quelques concerts pour leur tournée Fucking Tour 2006. Palumbo explique que « c'est ce qui est arrivé de mieux dans cette tournée, c'est qu'elle se soit réalisée. » Aussi, pendant le réveillon du Nouvel An, ils jouent au festival Stillborn Fest dans le Connecticut, avec notamment Hatebreed. Ils confirment un nouvel album pour 2007.
Le site web de Glassjaw montre un message 7.7.7. qui est la date de leur concert à venir à la Carling Academy Brixton en Angleterre. À la fin de 2007, Glassjaw, joue pour la première fois en tête d'affiche dans le sud de la Californie, comme à l'Avalon d'Hollywood, le House of Blues de San Diego, et le Glasshouse de Pomona. Cette tournée est appelée 100% Maybe en référence aux nombreuses dates annulées auparavant. Le groupe joue au Saints and Sinners Festival à l'Asbury Park Convention Hall d'Asbury Park, dans le New Jersey, avec Against Me!.
À cette période, les chansons de Glassjaw mises sur MySpace sont retirées, laissant place à une chanson intitulée Yum Yum. En 2008, Glassjaw retourne au Royaume-Uni, joue pendant deux jours au festival Give It A Name à Sheffield le 10 mai, et à Londres le 11 mai. Ils jouent aussi à Cardiff, au pays de Galles, et Dublin, en Irlande.

### Our Color GreenetColoring Book(2008–2014)

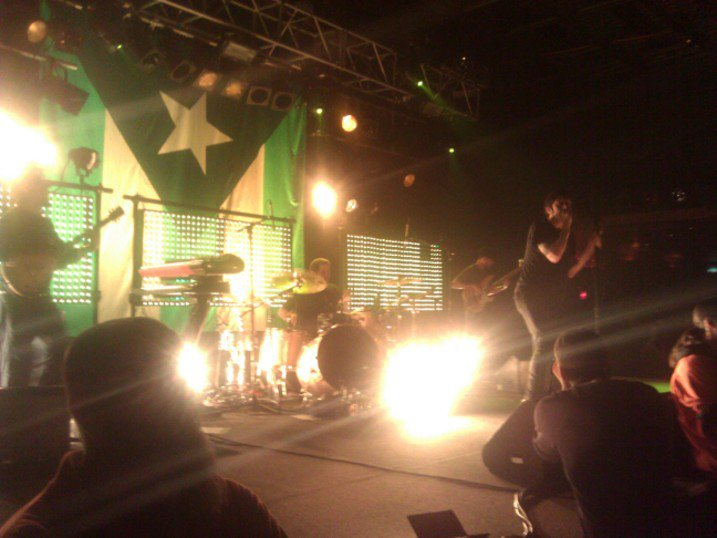
Glassjaw jouant en mars 2011.

Le nouvel album de Glassjaw, tant attendu, depuis son repoussement en 2002, fait parler de lui. Palumbo annonce à l'Alternative Press en juillet 2006, que l'écriture et l'enregistrement battent leur plein et espère qu'il sera publié en 2007. En novembre 2007, Beck révèle qu'ils ont écrit onze chansons.
L'album ne sera pas produit par Ross Robinson, comme les précédents opus ; Beck coproduira l'album avec son ami Jonathan Florencio. Jonathan Florencio mixera aussi l'album,. Le 23 octobre 2008, Tommy Corrigan de Silent Majority révèle avoir écouté les chansons de l'album, et qu'« y a un certain aspect latino/espagnol dans certaines chansons [...] elles sont [...] complètement orientées groove. » Le 22 novembre 2008, le groupe poste la partie à la batterie de la chanson (You Think You're) John Fucking Lennon sur MySpace, rebaptisée pour l'occasion It's a Fucking Intro You Asshole pour l'album Don't Ask Me avec « 2022 » comme date de sortie,. Le 28 novembre 2008, le groupe poste la version studio de (You Think You're) John Fucking Lennon sur leur site web,.
Le 20 juillet 2009, Palumbo confirme un nouvel EP/album de Glassjaw pour les prochains mois. À la fin de 2009, Glassjaw joue en soutien à Brand New dans leur tournée. En décembre 2009, Manuel Carrero et Durijah Lang sont annoncées hors de Saves the Day pour se consacrer à Glassjaw.
En janvier 2010, Glassjaw joue une nouvelle chanson, All Good Junkies Go To Heaven, à leur tournée britannique.  Ils jouent aussi El Mark et Convectuoso deux faces B adorés des fans qui n'ont jamais, ou presque, été joués en concert. En août 2010, ils reviennent au Royaume-Uni jouer au Hevy Music Festival à Port Lympne Wild Animal Park, près de Folkestone.

### Nouvel album (depuis 2015)
La nouvelle performance de Glassjaw, accompagnée d'un nouvelle section rythmique, se fait à Amityville (New York), le 7 août 2015. Ils jouent aussi à plusieurs festivals comme Wrecking Ball Festival, Heavy Montreal, Taste of Chaos Festival, et l'Aftershock Festival, et ouvre pour Coheed And Cambria à Asbury Park, New Jersey.
Le 31 janvier 2016, Glassjaw enregistre de nouvelles chansons au Old Blue Last de Londres. En février et mars 2016, Glassjaw ouvre pour Coheed and Cambria à leur tournée britannique The Color Before the Sun 
En décembre 2016, le batteur de The Dillinger Escape Plan, Billy Rymer, confirme sa participation au nouvel album de Glassjaw.

## Membres

### Membres actuels
- Daryl Palumbo – chant (depuis 1993)
- Justin Beck – guitare (depuis 1998), basse (1998), batterie (1993-1998)
- Travis Sykes – basse (depuis 2015)
- Chad Hasty – batterie (depuis 2015)

### Anciens membres
- Nick Yulico – guitare (1993–1995)
- Dave Buchta – basse (1993–1995)
- Kris Baldwin – guitare (1995–1998)
- Ariel Telford – basse (1995–1998)
- Todd Weinstock – guitare (1996–2004)
- Sammy Siegler – batterie (1999–2000)
- Larry Gorman – batterie (2000–2004)
- Dave Allen – basse (2001–2004)
- Manuel Carrero – basse (1998–2000, 2004–2015)
- Durijah Lang – batterie (2000, 2004–2015)

## Discographie

### Albums studio
- 2000 : Everything You Ever Wanted to Know About Silence
- 2002 : Worship and Tribute
- 2017 : Material Control

### EP
- 1997 : Kiss Kiss Bang Bang
- 2005 : El Mark
- 2011 : Our Color Green
- 2011 : Coloring Book

### Démos
- 1994 : Untitled
- 1996 : Our Color Green in 6/8 Time
- 1996 : The Impossible Shot
- 1996 : Split avec Motive
- 1999 : Monster Zero
- 1999 : The Don Fury Sessions